# سید داود (کرخه)
سید داود، روستایی در دهستان شاوور بخش شاوور شهرستان کرخه در استان خوزستان ایران است.

## جمعیت
بر پایه سرشماری عمومی نفوس و مسکن در سال ۱۳۹۵، جمعیت این روستا برابر با ۱۹۹ نفر (۵۸ خانوار) بوده‌است.